# Campionato maltese di calcio
Il campionato maltese di calcio si disputa nelle isole di Malta e Gozo, nella Repubblica di Malta ed è organizzato dalla MFA (Malta Football Association), la federazione calcistica della piccola repubblica.

## Attuale sistema (stagione 2020-21)
Il campionato nazionale consta attualmente di tre divisioni, al vertice delle quali è posta la BOV Premier League (BOV è l'acronimo dello sponsor Bank of Valletta), nota colloquialmente come Il-Kampjonat, Il-Lig o Il-Premjer, che rappresenta il massimo livello calcistico dell'isola. Sommando le squadre iscritte alle tre divisioni nazionali si contano, per la stagione 2020-2021, 53 club.
In Premier League, l'attuale sistema di assegnazione del titolo e di definizione delle retrocessioni prevede la disputa di un girone unico in cui le sedici squadre partecipanti si affrontano in un girone all'italiana con sfide di andata e ritorno, per un totale di trenta incontri. La vincitrice del campionato si qualifica per il primo turno preliminare di Champions League, mentre la seconda e la terza classificate partecipano al primo turno preliminare della UEFA Europa League. Alla medesima manifestazione partecipa anche la vincitrice della coppa nazionale, che però accede al secondo turno preliminare. È prevista la retrocessione diretta per le ultime 4 classificate, oltre ad uno spareggio fra la quintultima classificata e la terza della divisione cadetta.
Dalla stagione 2020-21, il secondo livello del campionato (in precedenza noto come First Division) è stato denominato BOV Challenge League. Per la stagione in corso raggruppa 15 squadre in un girone unico, e prevede la promozione diretta nella massima serie delle prime 2 classificate, con la terza che avrà il diritto di disputare uno spareggio promozione/retrocessione con la dodicesima classificata della serie superiore. Le ultime cinque classificate alla Challenge League vengono retrocesse al livello inferiore.
Il terzo ed ultimo gradino della piramide calcistica maltese è la BOV National Amateur League. Composta da 22 squadre suddivise in tre gironi di composizione variabile, prevede la promozione diretta delle prime tre classificate, oltre che per la vincitrice dei play-off fra le seconde, terze e quarte classificate di ogni girone, per un totale di 4 promozioni totali.
La federazione maltese si occupa anche dell'organizzazione del campionato di calcio femminile, il cui livello di vertice è la BOV Women's League, composta attualmente da 7 squadre.

## Storia
Il campionato maltese ha cambiato diverse volte il proprio formato nel corso degli ultimi anni.
In precedenza organizzata in un singolo girone all'italiana, la massima serie maltese ha visto dalla stagione 1999-2000 l'introduzione di un nuovo sistema di assegnazione del titolo e di retrocessione.
Le prime sei classificate accedevano ai play-off per l'assegnazione del titolo, portando con sé la metà dei punti accumulati nella prima fase (se dispari, il punteggio veniva dimezzato e poi arrotondato per eccesso alla cifra successiva). Anche i playoff si disputavano in un girone all'italiana con sfide di andata e ritorno, per un totale di dieci incontri. Chi si piazzava al primo posto al termine della seconda fase era proclamato Campione di Malta e partecipava al primo turno preliminare della UEFA Champions League. 
Per le ultime sei classificate della prima fase era invece riservata una fase di play-out, dove si seguivano gli stessi criteri del playoff per l'assegnazione del titolo. Le ultime due classificate erano retrocesse in First Division.
Il meccanismo dei play-off/play-out è stato abolito nella stagione 2014-2015, anno in cui il campionato di Premier League fu riorganizzato: venne mantenuta la divisione della stagione in due fasi, alla seconda delle quali hanno partecipato tutte le squadre della prima, con la metà dei punti conquistati.
Nel 2016-2017 venne decisa una nuova modifica, con l'abolizione della suddivisione in due fasi e la composizione di un girone unico da 12 squadre, che si sono affrontate in incontri di andata-ritorno-andata (33 partite totali). Il numero delle partite è poi mutato nella stagione successiva (2017-2018) e ridotto a 26 (andata-ritorno), con le squadre partecipanti alla prima serie aumentate a 14.

### Le modifiche del 2020
Il sistema attualmente in vigore è stato varato nel 2020, anche in conseguenza delle decisioni prese dalla Federazione a seguito del diffondersi della pandemia di COVID-19 sull'isola. Con un decreto del 25 maggio 2020 è stata decisa la sospensione delle retrocessioni per la stagione in corso, ed il conseguente allargamento per quella successiva della massima serie a 16 squadre, il massimo numero mai raggiunto dal campionato di vertice.
Nel luglio dello stesso anno è stata inoltre approvata l'adozione di un formato del tutto nuovo delle serie inferiori maltesi. La piramide calcistica è stata infatti ristrutturata in tre divisioni (dalle quattro totali precedenti), con l'introduzione di una BOV National Amateur League, costituita dall'accorpamento fra la Second e la Third Division, in precedenza terza e quarta serie maltesi. La categoria cadetta è stata rinominata Challenge League.

### Modifiche future (2021- )
Dalla stagione 2021-2022 è previsto un nuovo assestamento del sistema calcistico, che gradualmente riassorbirà le anomalie portate dalle decisioni del 2020. Il numero aumentato delle retrocessioni per il 2020-21 infatti porterà la Premier League ad essere nuovamente composta da 14 squadre, la Challenge League da 16 e la National Amateur League da 23. Il numero delle retrocessioni sarà così fissato in 2 dalla prima divisione (3 se la dodicesima classificata dovesse perdere lo spareggio con la terza della serie cadetta) e 4 dalla seconda.

## Piramide attuale (2020-2021)
| Livelli | Divisioni                                                    | Divisioni                                                    | Divisioni                                                    | Divisioni                                                    | Divisioni                                                    | Divisioni                                                    | Divisioni                                                    | Divisioni                                                    | Divisioni                                                    | Divisioni                                                    | Divisioni                                                    | Divisioni                                                    | Divisioni                                                    | Divisioni                                                    | Divisioni                                                    | Divisioni                                                    | Divisioni                                                    | Divisioni                                                    | Divisioni                                                    | Divisioni                                                    | Divisioni                                                    | Divisioni                                                    | Divisioni                                                    | Divisioni                                                    | Divisioni                                                    |
| ------- | ------------------------------------------------------------ | ------------------------------------------------------------ | ------------------------------------------------------------ | ------------------------------------------------------------ | ------------------------------------------------------------ | ------------------------------------------------------------ | ------------------------------------------------------------ | ------------------------------------------------------------ | ------------------------------------------------------------ | ------------------------------------------------------------ | ------------------------------------------------------------ | ------------------------------------------------------------ | ------------------------------------------------------------ | ------------------------------------------------------------ | ------------------------------------------------------------ | ------------------------------------------------------------ | ------------------------------------------------------------ | ------------------------------------------------------------ | ------------------------------------------------------------ | ------------------------------------------------------------ | ------------------------------------------------------------ | ------------------------------------------------------------ | ------------------------------------------------------------ | ------------------------------------------------------------ | ------------------------------------------------------------ |
| 1       | BOV Premier League 16 club 4/5 retrocessioni                 | BOV Premier League 16 club 4/5 retrocessioni                 | BOV Premier League 16 club 4/5 retrocessioni                 | BOV Premier League 16 club 4/5 retrocessioni                 | BOV Premier League 16 club 4/5 retrocessioni                 | BOV Premier League 16 club 4/5 retrocessioni                 | BOV Premier League 16 club 4/5 retrocessioni                 | BOV Premier League 16 club 4/5 retrocessioni                 | BOV Premier League 16 club 4/5 retrocessioni                 | BOV Premier League 16 club 4/5 retrocessioni                 | BOV Premier League 16 club 4/5 retrocessioni                 | BOV Premier League 16 club 4/5 retrocessioni                 | BOV Premier League 16 club 4/5 retrocessioni                 | BOV Premier League 16 club 4/5 retrocessioni                 | BOV Premier League 16 club 4/5 retrocessioni                 | BOV Premier League 16 club 4/5 retrocessioni                 | BOV Premier League 16 club 4/5 retrocessioni                 | BOV Premier League 16 club 4/5 retrocessioni                 | BOV Premier League 16 club 4/5 retrocessioni                 | BOV Premier League 16 club 4/5 retrocessioni                 | BOV Premier League 16 club 4/5 retrocessioni                 | BOV Premier League 16 club 4/5 retrocessioni                 | BOV Premier League 16 club 4/5 retrocessioni                 | BOV Premier League 16 club 4/5 retrocessioni                 | BOV Premier League 16 club 4/5 retrocessioni                 |
| 2       | BOV Challenge League 15 club 2/3 promozioni; 5 retrocessioni | BOV Challenge League 15 club 2/3 promozioni; 5 retrocessioni | BOV Challenge League 15 club 2/3 promozioni; 5 retrocessioni | BOV Challenge League 15 club 2/3 promozioni; 5 retrocessioni | BOV Challenge League 15 club 2/3 promozioni; 5 retrocessioni | BOV Challenge League 15 club 2/3 promozioni; 5 retrocessioni | BOV Challenge League 15 club 2/3 promozioni; 5 retrocessioni | BOV Challenge League 15 club 2/3 promozioni; 5 retrocessioni | BOV Challenge League 15 club 2/3 promozioni; 5 retrocessioni | BOV Challenge League 15 club 2/3 promozioni; 5 retrocessioni | BOV Challenge League 15 club 2/3 promozioni; 5 retrocessioni | BOV Challenge League 15 club 2/3 promozioni; 5 retrocessioni | BOV Challenge League 15 club 2/3 promozioni; 5 retrocessioni | BOV Challenge League 15 club 2/3 promozioni; 5 retrocessioni | BOV Challenge League 15 club 2/3 promozioni; 5 retrocessioni | BOV Challenge League 15 club 2/3 promozioni; 5 retrocessioni | BOV Challenge League 15 club 2/3 promozioni; 5 retrocessioni | BOV Challenge League 15 club 2/3 promozioni; 5 retrocessioni | BOV Challenge League 15 club 2/3 promozioni; 5 retrocessioni | BOV Challenge League 15 club 2/3 promozioni; 5 retrocessioni | BOV Challenge League 15 club 2/3 promozioni; 5 retrocessioni | BOV Challenge League 15 club 2/3 promozioni; 5 retrocessioni | BOV Challenge League 15 club 2/3 promozioni; 5 retrocessioni | BOV Challenge League 15 club 2/3 promozioni; 5 retrocessioni | BOV Challenge League 15 club 2/3 promozioni; 5 retrocessioni |
| 3       | BOV National Amateur League 22 club 4 promozioni             | BOV National Amateur League 22 club 4 promozioni             | BOV National Amateur League 22 club 4 promozioni             | BOV National Amateur League 22 club 4 promozioni             | BOV National Amateur League 22 club 4 promozioni             | BOV National Amateur League 22 club 4 promozioni             | BOV National Amateur League 22 club 4 promozioni             | BOV National Amateur League 22 club 4 promozioni             | BOV National Amateur League 22 club 4 promozioni             | BOV National Amateur League 22 club 4 promozioni             | BOV National Amateur League 22 club 4 promozioni             | BOV National Amateur League 22 club 4 promozioni             | BOV National Amateur League 22 club 4 promozioni             | BOV National Amateur League 22 club 4 promozioni             | BOV National Amateur League 22 club 4 promozioni             | BOV National Amateur League 22 club 4 promozioni             | BOV National Amateur League 22 club 4 promozioni             | BOV National Amateur League 22 club 4 promozioni             | BOV National Amateur League 22 club 4 promozioni             | BOV National Amateur League 22 club 4 promozioni             | BOV National Amateur League 22 club 4 promozioni             | BOV National Amateur League 22 club 4 promozioni             | BOV National Amateur League 22 club 4 promozioni             | BOV National Amateur League 22 club 4 promozioni             | BOV National Amateur League 22 club 4 promozioni             |